# DMV Anura
De DMV Anura is een voertuig ontwikkeld voor duikteams van de Nederlandse marine. De naam Anura komt van het Latijnse Kikvorsen naar de Nederlandse Marine afdeling: de kivorsmannen. De Anura is gebaseerd op de IVECO S-WAY.
Het is een op zich zelf staand voertuig met elektriciteit en zuurstof aan boord. Vanuit de zijkant van de vrachtwagens kunnen grote tenten worden uitgeschoven.